# William Burrough
Pour les articles homonymes, voir Burrough.
Ne doit pas être confondu avec William S. Burroughs, William Seward Burroughs I ou William S. Burroughs Jr..
William Burrough (Northam, Devon, 1536-1598) est un navigateur britannique, frère de Stephen Burrough.

## Biographie
Il accompagne son frère dans sa tentative de découverte du passage du Nord-Est en 1556-1557.
En 1570, il s'engage dans la chasse aux pirates et sert dans le golfe de Finlande. Il travaille en 1575 pour la Compagnie de Moscovie et en 1580, est nommé Third Sea Lord conjointement avec William Holstocke (en).
En juin 1583, il capture dix navires pirates et fait pendre à Wapping les dix maîtres. Il participe aussi en 1587 à l'assaut de Francis Drake contre Cadix. Accusé de mutinerie et de lâcheté, il est plus tard acquitté. Il devient alors commandant de la galère Bonavolia.

## Œuvre
On lui doit un traité sur la boussole, A Discourse of the Variation of the Compas, or Magneticall Needle (1581)